# Dol en el judaisme

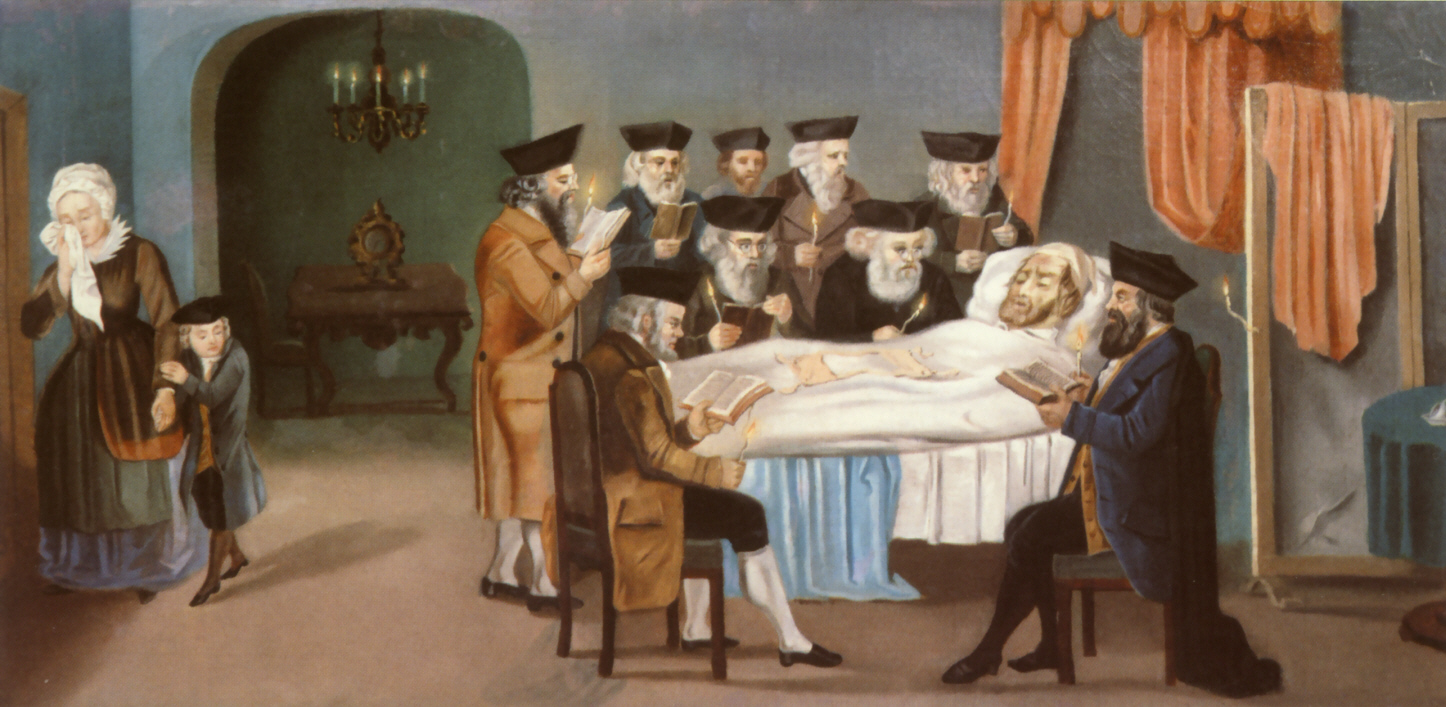
Els membres de la Fraternitat funerària de Praga resen pels moribunds, cap al 1772

El dol en el judaisme (en hebreu: אֲבֵלוּת, avelut, dol) és una combinació de minhag i mitsvà derivada de la Torà clàssica del judaisme i dels textos rabínics. Els detalls d’observança i pràctica varien segons cada comunitat jueva.
La creença en una altra vida, en un món per venir (Olam Havà) on l'home és jutjat i on la seva ànima continua florint, està arrelada en el pensament hebreu i la Mixnà. Les observances tradicionals jueves que envolten la mort i el dol tenen com a objectiu mantenir la dignitat de la persona morta i confortar les persones en dol.

## Aninut
Aquest és el període entre la mort i l'enterrament, quan la desesperació és més intensa. En aquest moment, qui està de dol, està exempt de tots els requeriments religiosos més importants en reconeixement de la seva confusió mental.

## Lamentacions
El període consisteix en els primers tres dies que succeeixen a l'enterrament, dies dedicats al plor i la lamentació. Durant aquest temps, l'endolat no ha de respondre a salutacions i ha de romandre a la seva llar (llevat de certes circumstàncies). És un temps en el qual l'endolat encara està molt descoratjat i la ferida està encara molt fresca, i és per això que és encara molt d'hora per consolar-lo. Durant aquest temps l'endolat roman a casa, expressant el seu dolor vestint robes esquinçades, asseient-se en un lloc baix, usant sandàlies, abstenint-se d'afaitar-se, i recitant el kadish.

## Enterrament
Les lleis i pràctiques religioses jueves que es refereixen a la mort i al dol es basen en dos principis fonamentals:
L'honor i el respecte deguts fins i tot a un ésser humà sense vida (kibud Hamet), la preocupació per l'auxili mental, emocional i espiritual de les persones de dol, i la necessitat de consolar (nijum avelim).
El mort ha de ser embolicat en un sudari blanc (tajrijim) després d'haver estat acuradament rentat i purificat.
El mort, si és un home, és també embolicat en el seu tal·lit (mantell de pregària), les tsitsit s'invaliden, indicant simbòlicament que les exigències terrenals ja no li incumbeixen.
Està prohibit l'embassament. La sang de la persona morta n'és part, que també s'ha enterrar i no rebutjar com una cosa supèrflua.
Exposar el mort a l'exhibició en un fèretre obert va ser considerat tradicionalment com un deshonor per a ell. Els Savis van considerar que ser exposat, permetent no només als amics sinó també als enemics passar i observar amb menyspreu o burlar-se del cadàver, constitueix una falta de respecte per al mort. Encara que el propòsit d'aquesta pràctica en la cultura occidental és honorable, els valors jueus no la consideren acceptable.
La cremació està prohibida; la sepultura s'ha de fer en la terra. L'observació bíblica: "Ja que pols ets i a la pols tornaràs" (Gènesi 3:19), és subratllada més encara per la Torà quan diu que "no deixaràs d'enterrar" (Deuteronomi 21:23).
Quan es porta a terme una cremació i les cendres no són enterrades a la terra sinó que es conserven en una urna sobre la terra o s'escampen al mar, no s'exigeix que els parents de la persona morta observin el període de set dies de dol estricte (shiva).
Autòpsies: el consell dels savis rabínics va prohibir severament durant segles els exàmens postmortem, considerant-los com una profanació del mort, no obstant això, els va permetre quan existia la raonable expectativa que això podria contribuir a la salvació de la vida d'un altre pacient, també va ser permès en casos de malalties hereditàries, per salvaguardar la vida dels parents supervivents i quan ho va exigir la llei civil del país (en cas de sospita de violència, dol, etc). En tots els casos en què es fa una excepció a la prohibició general contra l'autòpsia, és de vital importància que s'adoptin diverses precaucions:
S'han d'utilitzar només el mínim de teixits necessaris per als exàmens.
Tots els membres extrets del cos han de ser retornats a ell per al seu enterrament, tots plegats.
Llevat que ho exigeixi la llei, l'autòpsia no s'ha de fer sense el permís exprés de la família o el consentiment previ de la persona morta mentre va estar viva. Com que cada cas és diferent i les opinions de les autoritats rabíniques poden diferir sobre les condicions que s'han de reunir per atorgar el permís, se suggereix acudir a la guia del rabí de la pròpia comunitat.
L'enterrament s'ha de fer al més aviat possible després d'esdevinguda la mort. Dilatar l'enterrament més enllà de les vint hores està permès només per l'honor del mort, en casos com ara l'espera de l'arribada de parents pròxims procedents de llocs llunyans, o si es tracta d'un Sàbat o una festivitat.
Està prohibit enterrar un mort en Sàbat. També està prohibit pels jueus participar en l'enterrament el primer dia de les festivitats. Es permet l'enterrament el segon dia de les festivitats, però només el fet en si de l'enterrament. No es permet cap altra violació de la festivitat. En les condicions actuals és preferible no realitzar un funeral en cap dels dos dies de la festivitat, per no profanar i per no deshonrar indirectament al mort.
La cura del cos, la preparació per al sepeli i la seva vigilància, així com l'enterrament en si és una tasca religiosa de caràcter sagrat que només els membres més piadosos i meritoris de la comunitat estan cridats a realitzar. La societat comunitària organitzada que s'ocupa d'aquesta tasca s'anomena la "Societat Sagrada" (Jevrá Kadisha).
Tallar una peça de roba que un porta (krià), és una manera religiosa apropiada d'expressar l'angoixa pel mort. Aquest antic i tradicional signe de dolor entre els jueus es remunta a l'època bíblica. La peça esquinçada ha de seguir usant durant la setmana de dol (Shivà), excepte en Sàbat. (El tall d'una cinta negra no és reconegut com a substitut religiós de l'esquinçament de la peça.) Quan s'estripa la peça, la persona dolguda pronuncia la següent benedicció:
ברוך אתה אדני אלהינו, מלך העולם, דיין אמת
Baruj Ata Adonai Eloheinu, Melej Haolam, Dayan Emet.
Beneït sou Vos, Senyor, Déu nostre, Rei del Món, que sou el jutge veritable.

## Erecció d'una làpida
És un antic costum entre els jueus, que es remunta a l'època dels Patriarques, la d'erigir una làpida a la capçalera de la tomba com un acte de reverència i respecte a la persona morta, de manera que no sigui oblidada i que seu lloc de descans definitiu no sigui profanat.
- En algunes comunitats s'acostuma a no erigir la làpida fins a un any després de l'enterrament. Una de les raons per aquesta demora és que durant el primer any els morts són recordats diàriament pels dolguts i no cal una làpida. No obstant això, no existeixen regles referents a aquest tema i és correcte des del punt de vista religiós col·locar la làpida en la primera oportunitat possible. A Israel, és freqüent la pràctica de col·locar la làpida poc després del període de dol de trenta dies (shloshim).
- És important distingir entre el requisit d'erigir una làpida, que és un costum tradicional, i el descobriment de la làpida, acompanyat per un servei i un ritual especials. El servei de descobriment no té cap fonament en la llei jueva i constitueix més aviat una innovació contemporània. Tot i que aquest servei proporciona una ocasió per retre un tribut addicional i un senyal de respecte per a una persona de valor, cap família s'ha de sentir obligada des del punt de vista religiós a realitzar un servei formal de descobriment d'una làpida. N'hi ha prou erigir una làpida adequada i visitar la tomba en forma privada.

## Període de dol
La llei jueva considera tres períodes successius de dol després de l'enterrament, cadascun dels quals és observat progressivament amb menor intensitat.

### Shivà
El primer període es denomina "Shivà", que significa "7", i es refereix al període de dol sever de set dies que segueix a l'enterrament.
- Shivà s'observa pels següents parents: pare, mare, esposa (espòs), fill, filla, germà o germana.
- La forma més adequada per a una família d'observar la shivà és fer-ho tots junts a la llar de la persona morta. Tanmateix, això no és obligatori i els membres d'una família poden observar la shivà en qualsevol altre lloc de la seva conveniència, fins i tot per separat en els seus respectius domicilis, si així ho exigeixen les circumstàncies.
- Pràctiques observades durant la shivà:
- Les persones en dol no han de seure en cadires d'alçada normal, sinó en banquetes baixes. Tamborets o banquetes poden servir per a aquesta finalitat. Algunes persones segueixen la pràctica de treure els coixins de les butaques o dels sofàs, per seure en el marc més baix. Això està permès. (Les famílies sefardites segueixen la pràctica més antiga de seure a terra.) D'aquesta pràctica deriva l'expressió "seure a shivà", encara que no cal que les persones en dol estiguin realment assegudes tot el temps.
- Els parents de dol no usen sabates de cuir. En el seu lloc poden utilitzar calçat de tela, de goma o sabatilles.
- Els parents homes de dol no s'afaiten ni es tallen els cabells; les dones en dol no s'apliquen cosmètics.
- Els parents de dol no han de treballar. Pot consultar al rabí local per a les excepcions, ja que hi ha circumstàncies atenuants en casos individuals.
- S'ha d'evitar tot plaer:
- Cal no banyar-se o rentar-se per plaer, encara que està permès fer-ho per raons d'higiene, a fi d'evitar una severa incomoditat.
- S'han d'evitar les relacions sexuals. Cal no vestir roba nova o acabada de rentar. No s'ha de dedicar temps a l'estudi de la Torà, amb l'excepció d'aquells llibres o capítols que fan referència a les disposicions de dol, i de llibres com ara Job, Lamentacions i parts de Jeremies que es refereixen al dolor i a l'angoixa.
- El període de Shivà finalitza el matí del setè dia després de les oracions matinals. El dia de l'enterrament es considera com el primer dia de Shivà.
- Si el setè dia cau en Sàbat, tots els aspectes públics de la shivà finalitzen immediatament abans d'aquest, deixant temps només per a l'adequada preparació del Sàbat. La difosa idea que la shivà conclou al migdia d'un divendres o d'una vigília de festivitat no té cap fonament en la llei jueva.
- Si el Sàbat coincideix amb un dia entremig de Shivà, se suspenen les pràctiques de dol públic relacionades amb la shivà durant el Sàbat, però es reprenen quan aquest finalitza. No obstant això, es té en compte el Sàbat per al càlcul dels set dies.
- Si alguna de les festivitats bíbliques interromp la shivà, aquesta es dona per finalitzada completament i ja no es reprèn després.
- Si un funeral té lloc durant la Pasqua jueva o durant la setmana de Sukkot, s'observa la shivà, però aquesta només comença quan conclou la festivitat. A la Diàspora, l'últim dia de la festivitat es compta com el primer dia de Shivà.
- Purim i Hanukkà no es compten com a festivitats que donen per acabat el dol, tot i que les persones en dol poden assistir a la sinagoga per a la lectura de la Meguilà en Purim.
- Si va existir un retard en tenir notícies de la mort del parent, perquè una persona estava absent o vivia en una ciutat diferent, la persona en dol comença a observar totes les pràctiques del duel des del moment en què rep la notícia.
- Si la resta de la família es troba encara en el període de Xivà a la ciutat on va tenir lloc la mort o l'enterrament, la persona pot unir-se a ells i finalitzar el duel al mateix temps que la resta.
- Si no és possible unir-se a la família, o si ja ha transcorregut la setmana de Shivà, es compta com el primer dia de shivà el dia en què es va rebre la notícia.
- Si les notícies de la mort del parent es reben després que han passat trenta dies de la mort, no s'observa shivà. Els deutors s'han de treure les sabates i seure durant una hora en un banc baix, indicant una observança simbòlica.
- Quan el mort és un parent també s'ha esquinçar un vestit.

### Shloshim
El segon període es denomina Shloshim, que significa "trenta" i es refereix al període que s'estén des de la fi de la shivà fins al dia trentè després de l'enterrament.
- Durant aquest període està prohibit assistir a festes, i també està prohibit contraure matrimoni, afaitar-se o tallar-se el cabell. Aquest segon període acaba el duel per a tots els parents, excepte per a la mare o el pare.
- El període de shloshim conclou en el matí del dia trenta. El dia de l'enterrament és comptat com el primer dia.
- Si durant el període de shloshim ocorre alguna de les festivitats importants, es considera el dol com a finalitzat. Les seves restriccions especials no es renoven després de la festivitat.

### Avelut
El tercer període, que és observat per la mare o pel pare es coneix simplement com avelut, dol. Conclou a la fi de dotze mesos (hebreus) després del dia de defunció. Durant aquest període han d'evitar esdeveniments alegres, sopars amb música, teatres i concerts. Els fills han de recitar diàriament el Kadish durant onze mesos. Després de finalitzar l'any, està prohibit continuar pràctiques o restriccions que indiquin obertament la continuació del dol.

## Oferir consol a les persones en dol
Les exigències de confortar o consolar una persona en dol només comença després de l'enterrament. Fins a aquest moment s'ha de permetre a l'afectat donar plena expressió al seu dolor, durant aquest període no s'ha de formular cap condol formal. La pràctica seguida en algunes comunitats d'encoratjar visites de condol a la família en dol abans de l'enterrament - sigui en la seva pròpia residència o en comptes del funeral - no està d'acord amb els costums i els procediments jueus. (Només la família més propera i els amics la presència cal per fer els arranjaments per al funeral o per altres assumptes, poden visitar la família de la persona morta abans del funeral.)
El primer menjar de les persones en dol no ha de consistir en el seu propi menjar. Ha de ser preparada per a ells pels seus veïns, amics i parents. Aquesta pràctica es basa en un passatge d'Ezequiel 24:17 que parla negativament de les pràctiques de dol que llavors prevalien i diu: "ni mengis el pa del dol". D'aquesta manera es considera com mitsvà per als veïns o els amics de les persones en dol preparar el seu primer menjar. Aquest menjar es denomina "Dinar de Consol". D'acord amb la tradició aquesta inclou ous durs, aliment que va esdevenir un símbol de dol i condol. La rodonesa de l'ou simbolitza en certa manera la naturalesa contínua de la vida i potser també suggereix que la renovació i l'alegria han de seguir la desesperació. Encara que no hi ha restriccions especials vinculades amb aquest menjar, s'ha de tenir cura de no convertir-la en una reunió social. S'ha de menjar en silenci i en contemplació per respecte a les persones en dol. Aquest menjar no està destinada als visitants. El menjar de consol no serveix si els dolguts retornen del funeral la tarda que precedeix el Sàbat o un dia de festivitat, serveix en els dies intermedis de Pesaj i Sukkot (Kol hamoed), tot i que en ells no s'observa la shivà. És adequat referir-se en la conversa sobre la persona morta, recordar i esmentar les bones qualitats per les quals va ser apreciat.

## Paraules de condol
En acomiadar de les persones en dol en qualsevol moment durant la setmana de Shivà, es pronuncia la tradicional fórmula de condol:
המקום ינחם אתכם בתוך שאר אבלי ציון וירושלים
Hamakom yenajem etjem betoj shear abelei Tzion veyerushalayim.
Vulgui el Senyor consolar-vos juntament amb tots els afligits de Sió i de Jerusalem.